# Вал Мазино
Вал Мазѝно (на италиански: Val Masino, на западноломбардски: Val Masìn, Вал Мазин) е община в Северна Италия, провинция Сондрио, регион Ломбардия. Разположено е на 787 m надморска височина. Населението на общината е 924 души (към 2014 г.).
Административен център на общината е село Катаеджо (Cataeggio).